# Кампи (Тренто)
Кампи (итал. Campi) је насеље у Италији у округу Тренто, региону Трентино-Јужни Тирол.
Према процени из 2011. у насељу је живело 202 становника. Насеље се налази на надморској висини од 689 м.